# Kurunegala
Pronunciação
Kurunegala é capital da Província Noroeste ou Wayamba, no Sri Lanka e do distrito de Kurunegala. Fica a cerca de 94 km de Colombo, e a 42 km de Kandy. Kurunegala tem cerca de 28.600 habitantes.